# وا وا ووم
«وا وا ووم» تک‌آهنگی از هنرمند اهل ترینیداد و توباگو نیکی میناژ است که در ۱۲ سپتامبر ۲۰۱۲ منتشر شد.
این تک‌آهنگ در چارت‌های در رتبه اول و در چارت‌های ، جزو ده ترانه اول قرار گرفت.